# Áed mac Cathail Daill
Áed mac Cathail Daill  (mort vers le 17 août 1274)  est  roi de Connacht en 1274.

## Origine
Áed mac Cathail Daill est le fils de Cathal Dall 2e fils de Áed mac Cathail Ua Conchobair lui-même fils aîné de Cathal Crobderg Ua Conchobair

## Règne
Après la mort vers 3 août 1274 d'Eógan mac Ruaidrí mac Aeda les Hommes du Connacht désigne pour le remplacer son cousin germain
Aed mac Cathal Dall un autre petit-fils Áed mac Cathail Ua Conchobair. Son règne est également très court car il est tué avant le 17 aout 1274 par Tomaltach Mag Oirechtaig à Grainsech Sruthra.
Avant la fin de cette même année au cours laquelle trois rois de Connacht étaient morts Tadg Ruad mac Toirrdelbaig  le fils de Toirrdelbach mac Áeda meic Cathail Chrobdeirg Ua Conchobair est fait roi

## Sources
- (en) T.W Moody, F.X. Martin, F.J. Byrne A New History of Ireland IX Maps, Genealogies, Lists. A companion to Irish History part II . Oxford University Press réédition 2011  (ISBN 9780199593064). « O'Connors Ó Conchobhair Kings of Connacht 1183-1474  » p. 223-225 et généalogie n°28 et 29 (a)  p. 158-159.
- (en) A Timeline of Irish History, Richard Killen Gill & Macmillan Dublin (2003)  (ISBN 07171-3484-9).
- (en) Goddard Henry Orpen (Introduction de Seán Duffy), Ireland under the Normands 1169-1333, vol. III, Dublin, Four Courts Press (réédition), 2005, 633 p. (ISBN 9781846828188), p. 361-376 The Conquest of Connaught 1224-37 & The Sub-infeudation of Connaught, 1237, and Afterwards p.377-393